# Psyche
För andra betydelser, se Psyche (olika betydelser).

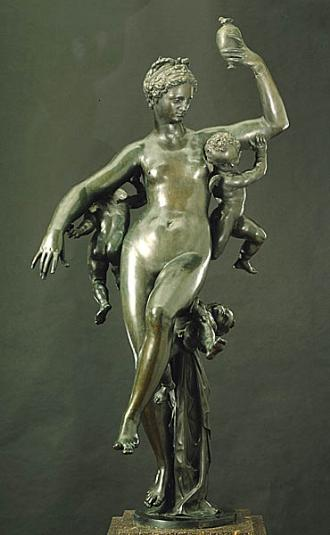
Psyke buren av amoriner av Adriaen de Vries

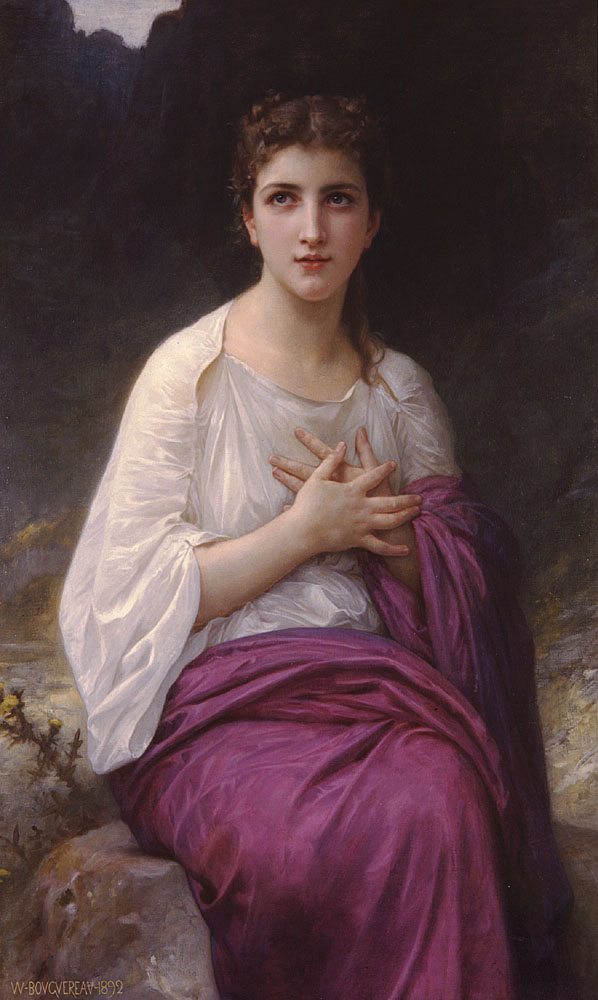
Psyche, av William Bouguereau (1892).

Psyche (grekiska, latin, från grekiskans Ψυχή, Psychí), andedräkt, var i den grekiska och den romerska mytologin personifikationen av människosjälen. Psyche framställdes i grekernas bildande konst ofta under gestalten av en fjäril eller en ung flicka med fjärilsvingar.
Enligt sagan om Amor (Eros) och Psyche av den romerske författaren Apuleius älskades Psyche av Amor och upplevde i föreningen med honom den renaste lycksalighet, men var strängeligen förbjuden att se hans ansikte. När hon till följd av egen nyfikenhet och sina systrars uppmaningar förleddes att bryta mot förbudet blev hon till straff övergiven av Amor, med vilken hon dock sedan, efter långvarigt sökande och bittra lidanden, för evigt återförenades.